# 天主教密拉特教区
天主教密拉特教区 （拉丁語：Dioecesis Meerutensis）是羅馬天主教的一個教區，位於印度北部，包括北方邦西北部及北阿坎德邦西部，面積28,337平方公里。受阿格拉总教区管轄。
1956年2月20日升為教區。2004年有教友27,192名，佔轄區總人口百分之0.1。由九十二名司鐸名管理五十六個堂區。現任教區主教方濟‧卡利斯特。